# Philodromus hierosolymitanus
Philodromus hierosolymitanus là một loài nhện trong họ Philodromidae.
Loài này thuộc chi Philodromus. Philodromus hierosolymitanus được Gershom Levy miêu tả năm 1977.